# Thới Thuận (phường)
Thới Thuận là một phường thuộc quận Thốt Nốt, thành phố Cần Thơ, Việt Nam.
Phường Thới Thuận có diện tích 10,26 km², dân số năm 2019 là 17.005 người, mật độ dân số đạt 1.588 người/km².

## Ảnh

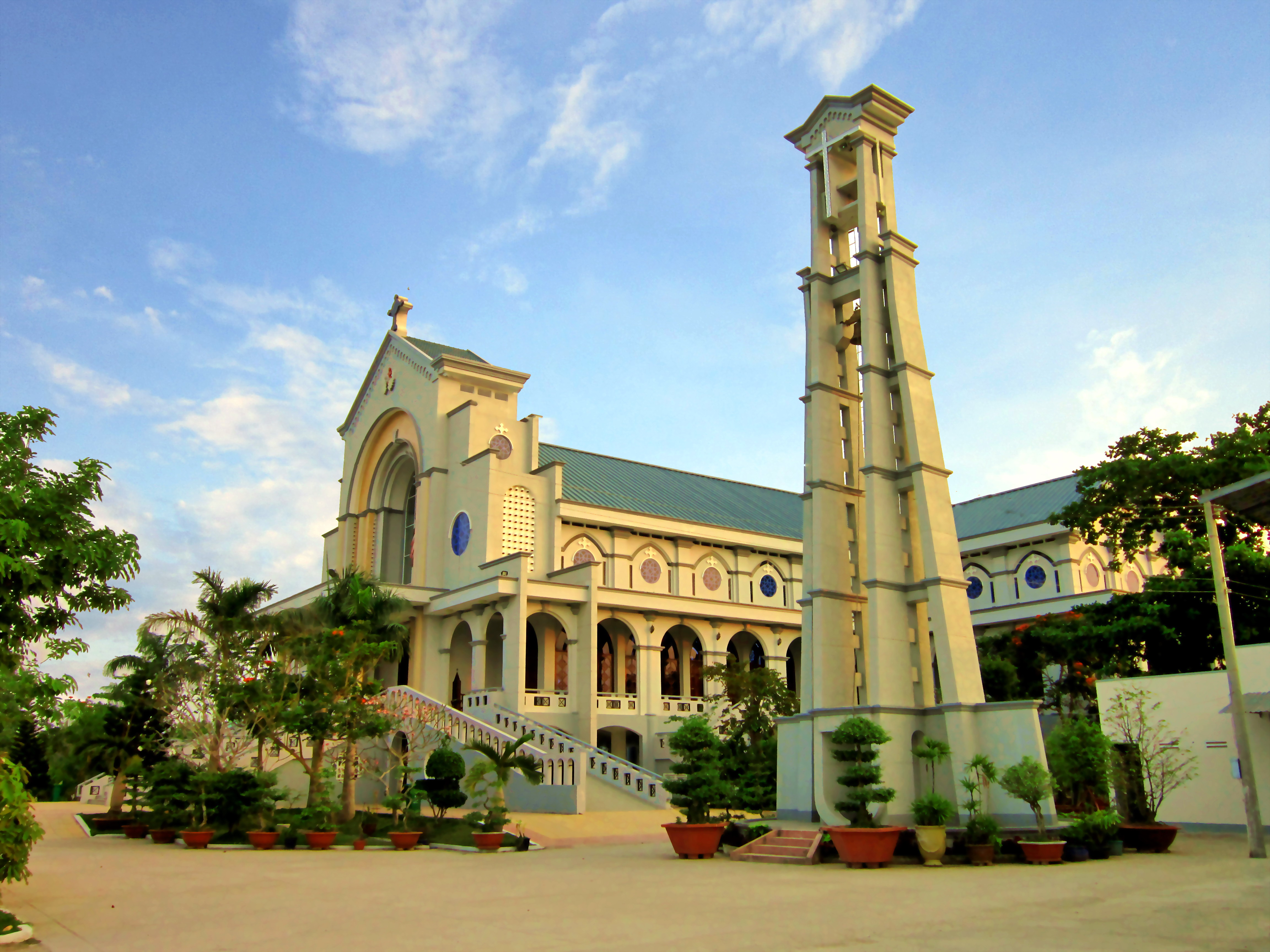
Nhà thờ Bò Ót ở Thới Thuận.
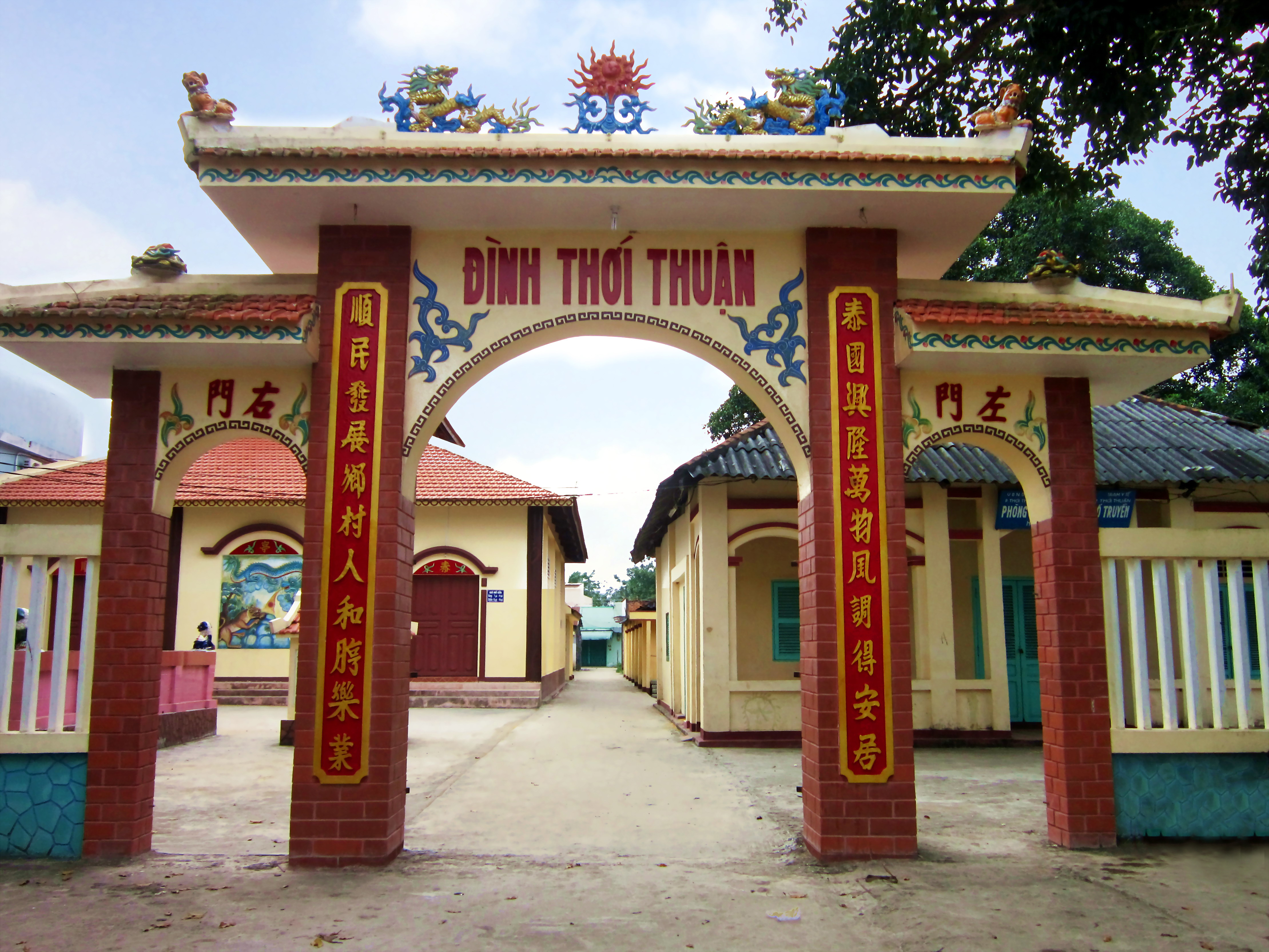
Đình Thới Thuận.
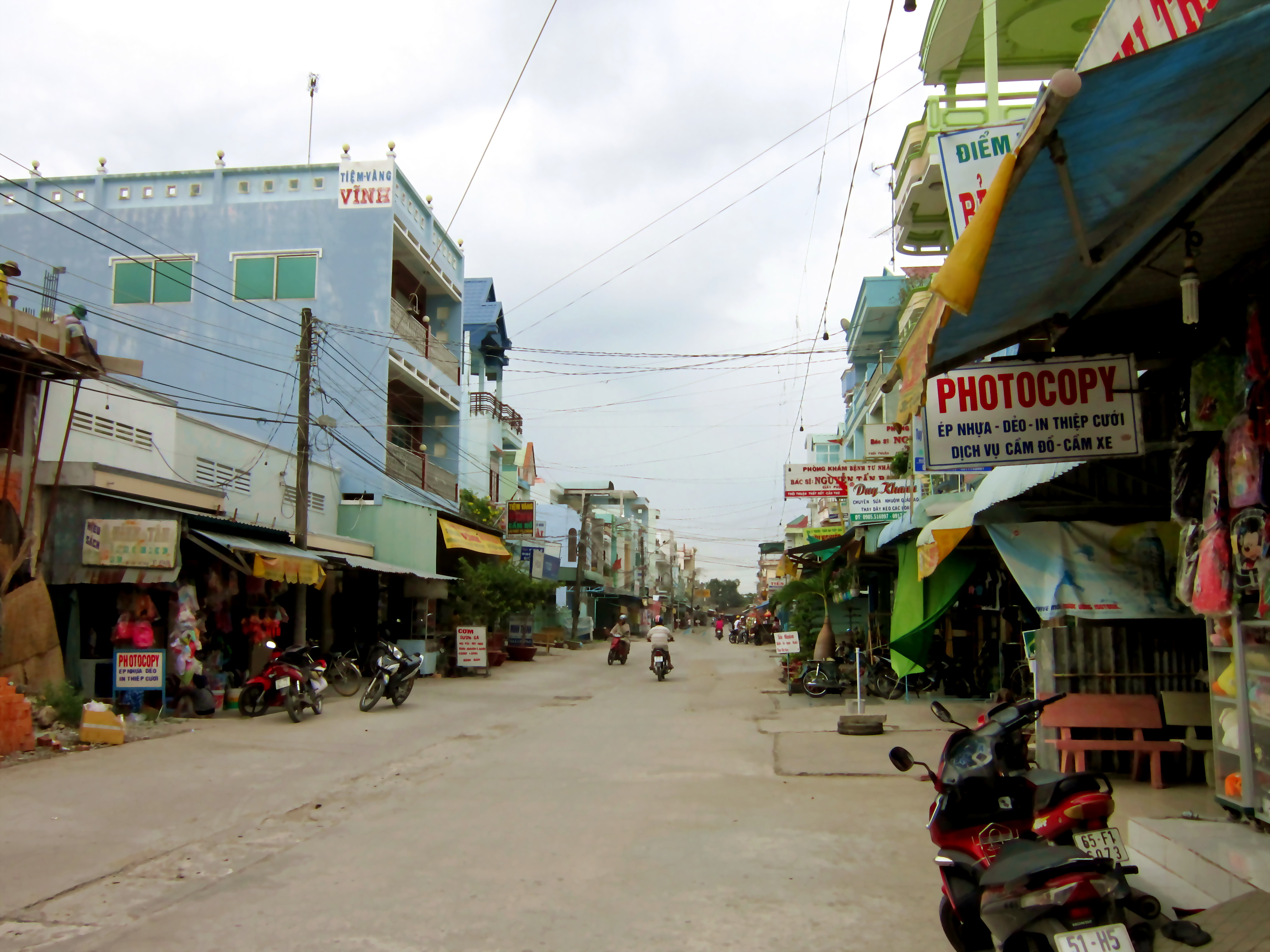
Đường vào chợ Thới Thuận.